# Chapelle Notre-Dame du Plan d'Ilheu
Pour les articles homonymes, voir chapelle Notre-Dame.
La Chapelle Notre-Dame du Plan d'Ilheu, nommée aussi Église Notre-Dame de Pitié du Plan d'Ilheu, est un édifice religieux catholique située au lieu-dit Le Plan d'Ilheu de la commune de Gaudent, dans le département français des Hautes-Pyrénées en région Occitanie.

## Présentation
La chapelle est située en Barousse.
Une statue d'une pietà en pierre sculpté datant du XVIe siècle est inscrite à l'inventaire des monuments historiques,.
Au XXIe siècle, des messes y sont toujours célébrées, comme pour le 8 septembre (jour de fête de la Nativité de Marie) par l'ensemble paroissial de la Barousse. Mais elles sont célébrées à l'extérieur depuis 2015.

## Historique
La chapelle a été bâtie au XIe siècle sur un édifice plus ancien, le village d'Ilheu s'étendait alors autour.
En 1348, la peste noire décima sa population et les survivants s'installèrent de l'autre côté de l'Ourse sur la hauteur.
Le 16 novembre 1528, Marguerite d'Albret, sœur de François 1er, implora Notre-Dame du Plan d'Ilheu pendant son accouchement et donna naissance Jeanne d'Albret, future mère d'Henri IV.
Comme elle en avait fait le vœu, elle offrit une terre à ce sanctuaire. Jusqu'à la Révolution, un habitant fut chargé d'en percevoir les revenus.
En 1845, Gaudent comptait 159 habitants, ils trouvaient cette chapelle romane trop à l'étroit et éloignée du village. Il fut alors décidé de construire une église au centre du village.
La population décida alors de transporter en procession la statue de Notre-Dame de Pitié jusqu'à l'église, ce qu'ils devront refaire trois fois car la pietà retrournait à sa place originale. La pietà resta alors à la chapelle, tandis que la nouvelle église fut édifiée en 1847.
Entre 1858 et 1870, la chapelle était abandonnée et tombée en ruine. Les habitants de Gaudent confièrent alors la chapelle à un missionnaire de Garaison, le Père Pierre-Jean Ferrère la restaura en 1871 et les pèlerinages reprirent. Le père Ferrère fait installer à l'arrière de la chapelle une pietà que l'on y voit encore aujourd'hui. Il décède en 1905 et fut enterré dans le cimetière.
En 1944, une polonaise, Stani Hélène Brevonoska, fait le vœu de restaurer la chapelle si son fils prisonnier des camps en Allemagne revenait en France. Elle collecta alors des dons. Son fils étant revenu, elle rénova l'édifice. Décédée en 1965, elle est inhumée dans le cimetière.
Notre-Dame du Plan d'Ilheu réalisa de nombreux miracles à toutes les époques, qui ont été dûment consignés dans les archives. Jusqu'en 1793, des béquilles et des ex-votos étaient accrochés à la grille du porche.

## Description

### Extérieur
- Piétà en pierre et peinte situé à l'arrière de la chapelle, au sommet de l'abri est peint le Cœur Immaculé de Marie.

#### Porche d'entrée
- Statue de sainte Anne et de sa fille Marie.
- Statue de saint Benoît Joseph Labre.
- Étoile sculptée et peinte au sol (Marie signifie étoile de la mer[4],[5],[6]), au centre le monogramme Marial composé des lettres A et M entrelacées, initiales de l’Ave Maria.

### Intérieur
Depuis mai 2015, la chapelle n'est plus ouverte au culte et aux publics, la toiture est a été réparée mais l'intérieur a besoin d'être rénové.

## Galerie

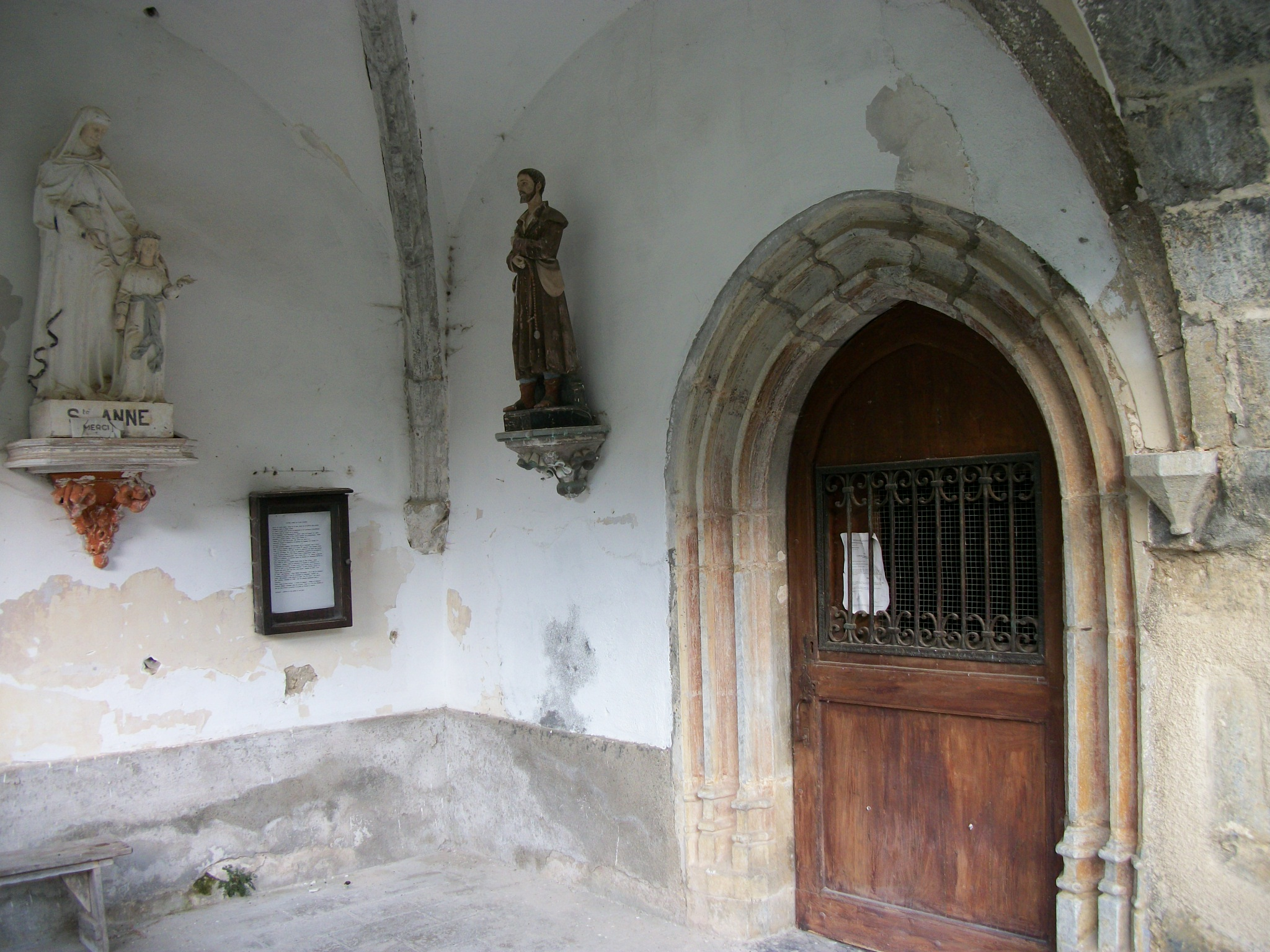
Entrée de la chapelle
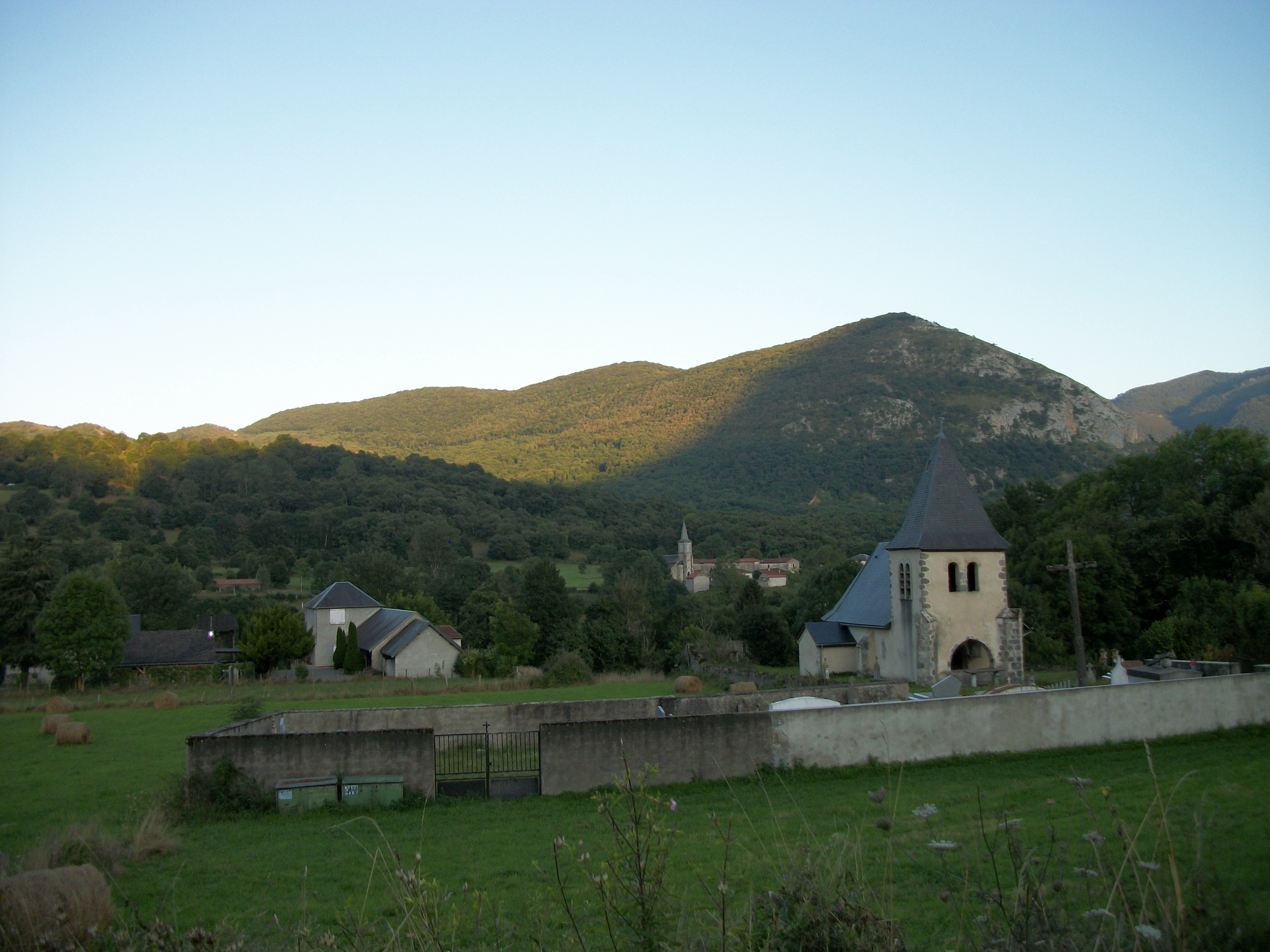
Cimetière et chapelle Notre-Dame du Plan d'Ilheu. En arrière plan le village de Gembrie